# Kurtovo Konare
Kurtovo Konare (bulgariska: Куртово Конаре) är ett distrikt i Bulgarien.   Det ligger i kommunen obsjtina Stambolijski och regionen Plovdiv, i den centrala delen av landet, 120 km sydost om huvudstaden Sofia.
Trakten runt Kurtovo Konare består till största delen av jordbruksmark. Runt Kurtovo Konare är det ganska tätbefolkat, med 90 invånare per kvadratkilometer.